# Les chiens sont lâchés
Pour plus de détails, voir Fiche technique et Distribution.
Les chiens sont lâchés (titre original : Unruhige Nacht) est un film allemand réalisé par Falk Harnack sorti en 1958.
Il s'agit d'une adaptation du récit d'Albrecht Goes du même titre original et traduite en français sous le titre Jusqu'à l'aube.

## Synopsis
1942, Front de l'Est. Le soldat Baranowski doit trouver des œufs et de la vodka pour son unité à Proskurow contre un reçu. Dans la dernière maison qu'il visite, il rencontre la veuve de guerre ukrainienne Liouba et son petit fils Stano. Il tombe amoureux de Liouba. Quelques jours plus tard, Baranowski apporte des chaussures au petit et à Liouba un manteau en peau de mouton. Il veut rencontrer Liouba et dessine un croquis pour Liouba sur le bloc de réception (formulaire Wehrmacht HVA 570) où ils peuvent se rencontrer. Il dessine les positions de son unité comme points de repère. En fouillant la maison de Ljuba, les soldats de la Wehrmacht trouvent le formulaire avec le croquis. Il y a une audition par le commandant de compagnie puis une condamnation : d'abord 5 ans de prison, qui est ensuite réduite à 2 ans dans un Bewährungsbataillon, car il a reçu la Croix de fer 2e classe. Pendant le trajet en train de l'unité, il parle à un sous-officier de la peine et apprend qu'un Bewährungsbataillon équivaut à une condamnation à mort. Le train s'arrête à cause d'un raid aérien, pendant lequel Baranowski s'échappe. Baranowski s'enfuit chez Liouba et trouve la hutte vide et dévastée. Une vieille femme lui dit où est Liouba et il court vers elle. Complètement épuisé, il arrive à la cabane dans les bois, tombe au sol et est mis au lit. Il interroge Liouba sur Stano, qui est au lit et dort. Un maître-chien d'une patrouille de la Wehrmacht inspecte la cabane et s'occupe de Stano, Baranowski profite de cette situation pour s'échapper. Dans le village de Liouba, Baranowski se tient avec d'autres hommes face à l'église. Au commandement « Tournez ! », Baranowski se retourne militairement et est reconnu par son supérieur, le Zahlmeister, malgré sa tenue civile. Lors de l'audience de la cour martiale qui s'ensuit, la désertion est établie et Baranowski doit être exécuté. En conséquence, on fait venir un aumônier militaire protestant d'un hôpital de Vinnitsa.
L'aumônier Brunner se présente au quartier général local pour assister le soldat Baranowski. Afin de comprendre ce que le soldat a fait, Brunner obtient le dossier du conseiller de guerre Dr. Greitner, qui lui apprend que la demande de clémence est rejetée par le commandant en chef du groupe d'armées Sud en Ukraine : Baranowski doit être fusillé à 5 h 45 à l'aube. Brunner se rend au Wehrmachtsheim pour emménager dans ses quartiers, puis il se rend à la prison de la Wehrmacht à Proskurow pour faire discrètement connaissance avec le soldat Baranowski. Le sergent Masha lui propose de tenir une petite prière du soir. Devant la prison, Brunner est reçu par son confrère en fonction, l'Oberleutnant Ernst. Ernst est le chef du peloton d'exécution et a des scrupules moraux à exécuter les ordres. Il considère l'ordre du major Kartuschke comme un harcèlement contre son sacerdoce. Lorsque les deux rencontrent le major Kartuschke, les choses tournent presque mal : Ernst sort son pistolet, mais n'a pas le courage de tirer sur Kartuschke. Arrivé à ses quartiers, Brunner découvre qu'il doit partager la chambre avec le hauptmann von Arnim. Von Arnim entame une conversation avec Brunner et lui dit que sa fiancée Mélanie attend en bas devant la porte et qu'il aimerait passer la nuit avec elle. Lorsque le courant est coupé, von Arnim récupère Melanie, Brunner récupère une lampe à pétrole dans le couloir. Dans le salon, Brunner se rend compte que la fiancée est l'infirmière de la DRK qui voyageait avec lui vers Proskurov. Après que les trois ont pris un verre, les deux se retirent. Brunner commence à lire le dossier et à lutter avec sa conscience lorsqu'il étudie les dossiers : la situation qu'il a vécue avec l'Oberleutnant Ernst, la demande de clémence rejetée et la situation intime entre von Arnim et sa fiancée. Ces circonstances montrent à Brunner pourquoi Baranowski a fui : par amour pour Liouba et Stano et par peur de la mort. Dans son émotion, cependant, Brunner est impuissant à faire quoi que ce soit. Brunner retourne en prison avant l'heure de l'exécution, parle à Baranowski, prie avec lui et lui fait écrire une lettre à Liouba :
« Liouba, malheureusement je dois te dire que je serai fusillé dans une heure. Merci pour tout, pour tout ton amour. Je pense toujours à notre… Je t'embrasse pour l'éternité, ton Fiodor. »
Le pasteur promet à Baranowski qu'il remettra personnellement la lettre à Liouba. Peu de temps après, le président de la cour martiale Greitner se présente à la porte de la cellule, il dit à Baranowski que la demande de clémence est rejetée et qu'il va maintenant être exécuté. Après l'exécution, le président s'adresse à Brunner : « Vous avez parfaitement agi, mon respect ! »

## Fiche technique
- Titre : Les chiens sont lâchés
- Titre original : Unruhige Nacht
- Réalisation : Falk Harnack
- Scénario : Horst Budjuhn
- Musique : Hans-Martin Majewski
- Direction artistique : Franz Bi, Bruno Monden
- Costumes : Walter Kraatz, Vera Otto
- Photographie : Friedl Behn-Grund
- Montage : Georg Jaun, Eva Kroll
- Production : Günther Stapenhorst
- Société de production : Carlton-Film, Filmaufbau, Real-Film
- Société de distribution : Europa-Filmverleih AG
- Pays d'origine :  Allemagne de l'Ouest
- Langue : allemand
- Format : Noir et blanc - 1,66:1 - Mono - 35 mm
- Genre : Drame
- Durée : 95 minutes
- Dates de sortie :
  -  Allemagne de l'Ouest : 30 octobre 1958.
  -  Finlande : 31 juillet 1959.
  -  France : 24 août 1960[1].

## Distribution
- Bernhard Wicki : l'aumônier militaire Brunner
- Hansjörg Felmy : Fiodor Baranowski
- Anneli Sauli (fi) : Liouba
- Werner Hinz : Oberleutnant Ernst
- Erik Schumann : Hauptmann von Arnim
- Ulla Jacobsson : Melanie
- Werner Peters : le major Katuschke
- Richard Münch : le président de la cour martiale Greitner
- Paul Esser : le Zahlmeister
- Joseph Offenbach : le juge d'instruction
- Emmerich Schrenk : l'Oberfeldwebel Mascha
- Albert Bessler : le médecin militaire